# 戸田氏興 (旗本)
戸田 氏興（とだ うじおき）は、江戸時代の高家旗本。

## 人物
寛文10年（1670年）、高家旗本である戸田家の戸田氏豊の長男として生まれる。
貞享3年（1686年）3月1日、第5代将軍・徳川綱吉に御目見する。元禄9年（1696年）12月11日父・氏豊の隠居により、家督を相続した。同日高家職に就任し、12月22日従五位下侍従・中務大輔に叙位・任官する。後に従四位下に昇叙する。宝永2年（1705年）1月11日、高家肝煎に就任する。3月23日、1000石を加増されて、合計2000石を領有する。宝永6年（1709年）10月25日に死去。享年40。
長男・兵部の早世により、内藤信有の四男・戸田氏尹を末期養子に迎えた。